# Allium cratericola
Allium cratericola är en amaryllisväxtart som beskrevs av Alice Eastwood. Allium cratericola ingår i släktet lökar, och familjen amaryllisväxter.
Artens utbredningsområde är Kalifornien. Inga underarter finns listade i Catalogue of Life.